# Anton Šinkovec
Anton Šinkovec, slovenski vrvar, * 15. januar 1859, Duplica, † 6. april 1938, Kranj.

## Življenje
Anton Šinkovec se je rodil Jožefu Šinkovcu in Tereziji Kastelic. Od doma je šel pri 14 letih. Za vrvarja se je izučil pri Trebarju v Kranju, mojstrski izpit pa je naredil na Dunaju. Bil je dvakrat poročen, prvič z Jerico Hafner iz Stražišča, s katero je imel štiri otroke, od katerih sta ostala živa le Tone (roj. 15. 12. 1886) in Mirko (roj. 30. 9. 1897). Leta 1910 mu je žena umrla, a se je sedem let kasneje spet poročil, tokrat s Frančiško Kozjek iz Zgornje Besnice. V tem zakonu je imel prav tako štiri otroke: Milico (roj. 23. 10. 1918), Marico (roj. 18. 8. 1920), Staneta (roj. 15. 9. 1923) in Vido (roj. 9. 7. 1925).

## Delo
Anton Šinkovec je svetu malo znana oseba, čeprav je za slovensko vrvarstvo ključnega pomena. Velja namreč za utemeljitelja vrvarstva v Sloveniji.
1. 1 2  https://www.obrazislovenskihpokrajin.si/oseba/sinkovec-anton/